# Sint-Quirinuskerk (Heinerscheid)

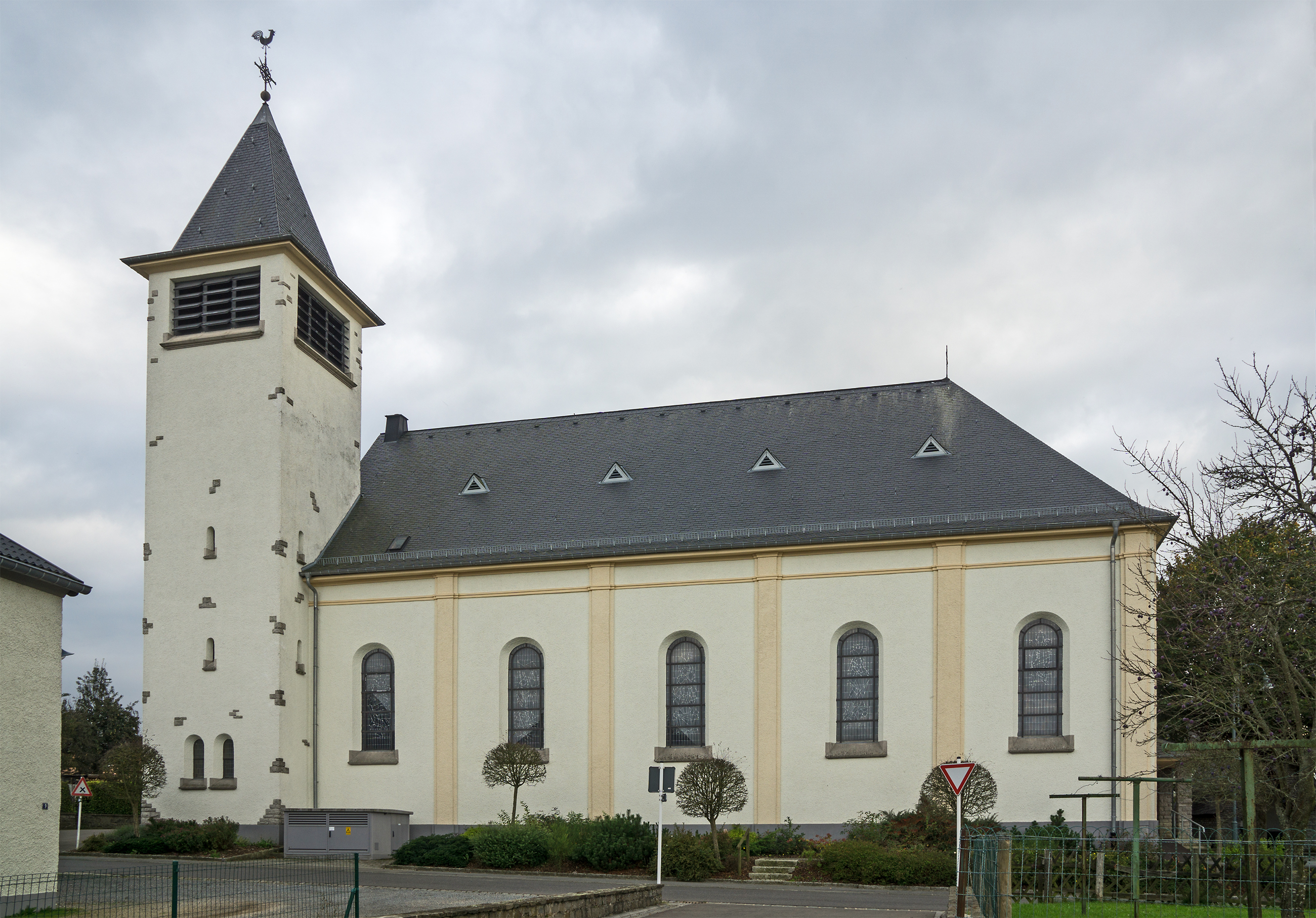
Sint-Quirinuskerk

De Sint-Quirinuskerk is de parochiekerk van de tot de Luxemburgse plaats Heinerscheid.

## Geschiedenis
De oudst bekende kerk, ook aan Sint-Quirinus gewijd, stond aan de weg naar Hupperdange op de plaats die tegenwoordig nog Alte Kirche heet.
In 1650 werd te Heinerscheid een kapel gebouwd die aan de heilige Blasius en de heilige Isidorus was gewijd.
Zowel de kapel als de Quirinuskerk waren bouwvallig, en in 1788 werd in het dorp een nieuwe, aan Sint-Quintinus gewijde, kerk gebouwd. Deze kerk werd in 1937 gesloopt nadat in 1932 een nieuwe, monumentale kerk was ingezegend. Deze kerk werd echter tijdens het Ardennenoffensief, op 31 december 1944, opgeblazen.
In 1950 werd een nieuwe kerk ingewijd, die ontworpen was door Octave Block. Het orgel is van 1955.